# VAMPS
VAMPS（ヴァンプス）は、日本のロックユニット。
2008年にL'Arc〜en〜Cielのボーカリスト、HYDEがOblivion Dustのギタリスト、K.A.Zに声をかけたことをきっかけに結成された。このバンドでは、2人が学生時代に愛聴していた1980年代頃のハードロックやハードコアを下敷きに、様々な音楽性が内包された楽曲を制作・発表している。2016年からは10th Street Entertainmentと連携し、海外のプロデューサーやメタルバンドをレコーディングに招き、オルタナティヴ・メタルに寄った楽曲をリリースしている。
ライヴ活動に重点を置いた活動を行っており、2008年から活動を休止した2017年までの10年間で、世界各地で300以上ものライヴを開催している。また、VAMPSはこれまでに、日本全国にあるZeppにおいて「籠城型ツアー」と題して行うライヴハウスツアーをはじめ、アリーナ公演、夏恒例の野外公演、ハロウィンライヴイベントなど、多彩なスタイルで公演を行っている。さらに、積極的に対バンを行う他、日本国内外のロック・フェスティバルにも多数参加しており、これらのライヴイベントを含めると10年間で400以上ものライヴを行っている。なお、VAMPSはこれまでに東アジア、北米、中南米、欧州の各都市で単独ライヴを行っている。
マネジメントはVAMPROSEが担当。レコード会社は結成当初、自主インディーレーベルとして立ち上げたVAMPROSEが担当していた。2013年2月以降はユニバーサルミュージックの社内レーベル、Delicious Deli Records（2013年 - 2015年）及び、Virgin Music（2015年 - 2018年）に移籍している。なお、公式ファンクラブ名は「VAMPADDICT」（2008年 - 2018年）。

## 概要

### 結成の経緯
HYDE（L'Arc〜en〜Ciel）は2001年からバンド活動と並行しながらソロ名義での音楽活動を行っており、2003年からは共同プロデューサーとしてK.A.Z（Oblivion Dust、ex.hide with Spread Beaver、ex.Spin Aqua）を招き、楽曲制作を行っていた。そして2005年以降は、K.A.Zがサポートギタリストとしてもレコーディングやライヴに参加するようになり、翌2006年に発表した3rdソロアルバム『FAITH』ではコンポーザーをHYDEとK.A.Zそれぞれが担当するようになっていた。
こういった背景を踏まえ、HYDEはK.A.Zにユニットとして活動していくことを提案したという。HYDEは結成当時に受けたインタビューの中で、VAMPSの結成経緯について「いろいろなタイミング、要素が重なっているんですけど、実は前回のアルバム（HYDEのソロアルバム『FAITH』）から、今やっているようなスタイルは出来上がっていたんですよ。ただ、これまでと同じように“HYDE”っていう名前でやるのはムリがあるかなって」「ひとつのバンドをやってて、<俺、高校のときこういうバンドやりたかったんだよなあ…>って思いながら死んでいくのもどうかなって（笑）。（中略）もっと思ったことを好きにやってたらどうだったんだろう…って思いながら死んでいくのもどうかな…って。10年後に失敗して、何もかも失くなったとしても、でも、ずっとクエスチョン・マークを頭につけたまま生きてくよりも、可能性を出来るだけ試して、やっぱダメだったなって思えたほうが気持ちいいっていうか」と語っている。なお、K.A.Zは「（HYDE名義のままで）"HYDEのK.A.Zです"っていうのも、おかしいしね（笑）」と述べている。
また、HYDEは結成当時に受けた音楽雑誌『音楽と人』のインタビューの中で、K.A.Zに惹かれた部分について「彼の持ってる匂い？かな。誰しも持ってるものだけど、それが自分の肌に合うかどうか、でしょ。俺、デペッシュ・モードが好きなんですけど、彼らは何を作っても、その匂いを持った濃厚なものになる。もちろん他のバンドにも匂いはあるけど、自分に合うかどうかが大事で。例えば駄作であっても、彼らがやってるからカッコいい匂いがあって。俺の中で、彼（＝K.A.Z）のそれは完璧なんです」「（アルバム『666』のツアーで訪れた）大阪の会場に彼が遊びに来てたから、ライヴに参加してもらったんですよね。何曲か一緒にやったんだけど、その時ほど刺激的な日はなかったから」と述べている。そしてK.A.Zは、HYDEの印象について「感覚的な部分もあるからうまく言えないけど、曲へのアプローチの仕方とか、その色とか、彼から出てきた曲が持ってる雰囲気は、独特なものがあると思うんです（中略）コピーしたり、理想を追ってるんじゃなくて、その人のカラーがちゃんと出てるんですよ」と述べている。また、HYDEからの結成のオファーを振り返り、K.A.Zは「やっぱり嬉しいですよね。自分を必要としてくれている人がいるということは、すごく嬉しいことだし、一生のうちに何回もあることじゃない。だから、そういうことは素直に嬉しい」と語っている。

### ユニット名の由来
ユニット名は、VAMPSの発起人であるHYDEが名付けており、親交の深い画家・金子國義が1994年に発表した写真集『Vamp』から拝借されている。HYDEはこのユニット名に決めた経緯について「他にもいろいろと考えたんだけど、ときめくものがどうもなかったから。僕の好きな画家の先生（注：金子國義。『FAITH』のジャケットを描いた）が昔、『Vamp』ってタイトルの写真集を出していて、その時からその言葉が好きだった」と述べている。
なお、"VAMP"は"妖しい女"や"魔性の女"という意味を持っている他、"ヴァンパイア（vampire）の略称"を表したワードとなっている。ちなみにVAMPSでは、これまでに「VAMPIRE DEPRESSION」（2009年）、「VAMP ADDICTION」（2010年）、「VAMPIRE'S LOVE」（2014年）といった、ヴァンパイアを題材とした楽曲を定期的に発表している。

### 音楽性・楽曲制作
VAMPSは初期の頃、1980年代に隆盛を迎えた華美なロックバンドのような、自身がかつて好んでいた音楽を下敷きにした楽曲制作を追求するところがひとつの特徴になっていた。HYDEは結成当時に受けたインタビューの中で、VAMPSのイメージについて「俺らが高校時代に作りたかったバンドを、今作ってる感じ。だから、俺が初めてロックを聴いたころに感じた、いかがわしさや優越感を持ったものにしたい」「ロックの持つ毒みたいなもの。タバコを吸うのがカッコいい、酒吞むのがカッコいい、そういうスタイリッシュな部分がロックにはあったはずなんですよ。なんかそれが、隅っこに追いやられてる気がして。そういうのをにじませながら、メジャーシーンに攻撃出来る存在でありたい、と思う」と述べている。
ちなみにHYDEは活動初期の頃に、憧れたバンドとしてGASTUNKやミスフィッツといったホラー要素を採り入れたハードコア・バンドであったり、初期のモトリー・クルーやハノイ・ロックスのようなグラムの要素を残した煌びやかなハードロック・バンドをあげていたことがある。また、VAMPSでは1980年代のハードロックやハードコアを下敷きとしながらも、メロディに関してはポップにしている点も特徴となっている。HYDEはVAMPSで手掛けた楽曲のメロディについて「俺、ポップじゃないとOKじゃないので、基本的にはポップなものって決めてる」「もちろん、ロックでカッコいい人はたくさんいると思うけど。でも、俺らはプラスアルファ、エンターテイメントでいるってことが大事かなと」と述べている。
K.A.ZはVAMPSのあり方について「俺だったら、いまAC/DC見てもやっぱり度肝抜かれて、凄いな、と思うだろうし。モトリー（・クルー）もワイルドだし。あの生き方カッコいいなって思う。細かい私生活知らないから、真似したくもないけど（笑）憧れるじゃないですか。そういうスタイルを今、形にしてみたいんだよね」「ただ真似してるだけでもカッコ悪いし、自分とは違うところもあるじゃない？VAMPSは、そういう憧れを真剣に、それで楽しくやろうとしてるからいいんだと思うよ」「音楽を始めた頃って、そこまで難しいことも考えなかったなと思うし。ただ単にキッズであって、ギター弾いて楽しいっていう。で、どんどん年を重ねていったり、経験を積んでいくと、やけに賢くなっちゃう…ずる賢いっていうか、頭が良くなっちゃう部分がある。もちろんそれはそれで経験として大切なことなんだけど、あんまりそれで固定観念を抱えちゃうのもよくないな、と。これはこうだって思ったら、1年経っても2年経っても同じ見方をするんじゃなくて。もっとフレキシブルに、面白いな、楽しいな、カッコいいな、と思ったことを形にしたい。そういう意味ではVAMPSって、すごく面白いと思う」と述べている。
また、HYDEが「音源はライヴへの招待状」と言うように、VAMPSの音楽活動ではライヴに主眼を置いている。そのため、楽曲制作ではライヴで盛り上がるようなロックナンバーを意識してつくることが多く、これまでに「SEX BLOOD ROCK N' ROLL」や「DEVIL SIDE」「AHEAD」のようなライヴ映えする楽曲が発表されている。さらに、ハードロックをベースに様々な音楽性を内包した楽曲も制作されている。活動初期に発表したアルバム2作には、オールドなロックンロールの雰囲気がある「LOVE ADDICT」や、ニュー・ウェイヴ以降のギターロックテイストのある「COSMOS」、ヘヴィなロックオーケストラをイメージして制作された「VAMPIRE DEPRESSION」、サーフロックの雰囲気を内包した「HUNTING」、タブラを採り入れた「SAMSARA」「MY FIRST LAST」といった楽曲が収録されている。また、3rdアルバム『BLOODSUCKERS』の制作では、当時VAMPSの2人がダブやシンセサウンドを採り入れた音楽をよく聴いていたことから、シンセサイザーを使ったロックナンバーが多く制作されている。特にK.A.Zが作曲した楽曲にシンセサウンドが多く採り入れられており、前記のアルバムには「REPLAY」「GET AWAY」「ZERO」といった楽曲が収録されている。
2016年からはモトリー・クルーやブロンディを抱えるアメリカの大手マネジメント、10th Street Entertainmentと連携し、日本国外での音源制作を精力的に行うようになる。そして同年発表のシングル「INSIDE OF ME feat. Chris Motionless of Motionless In White」、翌年発表の「CALLING」、4thアルバム『UNDERWORLD』の制作は、同社と連携して行われることになった。なお、アルバム『UNDERWORLD』の制作には、フーバスタンクやフライリーフの作品を手掛けたハワード・ベンソンと、ファイヴ・フィンガー・デス・パンチやパパ・ローチの作品を手掛けたケイン・チャーコという2人の音楽プロデューサーが参加している。このアルバムでは、これまでのVAMPSのアルバムにみられた様々なジャンルを内包した音楽性が影を潜め、デジタル色やラウドな部分に絞り込まれており、コードをループさせて進行させるシンプルな構成かつ、オルタナティヴ・メタルに寄った音源が集められることになった。さらに、このアルバムでVAMPSとして初となる外部のミュージシャンとの共同作曲を行っており、「RISE OR DIE feat. Richard Z.Kruspe of Emigrate / Rammstein」の制作においてリヒャルト・Z・クルスペ（ラムシュタイン）がコンポーザーとして参加している。

### ライヴ
VAMPSでは、基本的にライヴハウスを中心にツアーをまわることが多い。なお、ライヴハウスをまわる際には、「籠城型ツアー」として同じ会場で5公演以上を連続的に行うことが多い。結成直後に行ったライヴツアー「VAMPS LIVE 2008」でZepp6ヶ所をまわったときには、1会場で最低6公演、計46公演を実施している。また、2012年に開催したライヴツアー「VAMPS LIVE 2012」では、Zepp Tokyoだけで自身最多の19公演を実施しており、2012年7月だけで13公演を開催している。
また、活動初期の頃は関係性の深いミュージシャンとのツーマンライヴを時折実施しており、これまでにacid android（L'Arc〜en〜Cielのドラマー、yukihiroのソロプロジェクト）や、親交の深い清春が在籍するバンド、SADSとライヴを行っている。また、2012年以降、毎年夏に野外ライヴを開催しているが、Ken（L'Arc〜en〜Ciel）が恒例のゲストとして招待されている。そして2015年には、VAMPS主宰でロック・フェスティバル「VAMPS LIVE 2015-2016 JOINT 666」を開催。このフェスには日本国内外から、計6組のアーティスト（SADS、［Alexandros］、シックス:エイ:エム、ジェラルド・ウェイ、ナッシング･モア、バックチェリー）が招聘されている。同年11月からは計10組のアーティスト（MY FIRST STORY、MONORAL、ASH DA HERO、Derailers、KNOCK OUT MONKEY、Nothing's Carved In Stone、ROTTENGRAFFTY、ヒム、ナッシング･モア、アポカリプティカ）を招き、日本で対バンツアー「VAMPS LIVE 2015-2016 JOINT 666」を実施している。
ちなみに、VAMPSのライヴの開演時間は、6時66分（19時6分）や16時66分（17時6分）など、"666"が並んだ時間に設定されていることが多い。なお、"666"は新約聖書の『ヨハネの黙示録』において「獣の数字（＝悪魔の数字）」を表しており、HYDEが好むホラー映画などの作品によく登場することもあって開演時間に設定されている。

#### ライヴ体制
ライヴ体制は、活動初期の頃から基本的に、VAMPSの2人とJu-ken（QUINTILLION QUIZ、CRAVE）、Arimatsu（特撮）、JINの計5名によるバンド形態を採っている。ちなみに、Ju-kenのスケジュールが合わないときは、CHIROLYN（ex.hide with Spread Beaver、ex.MADBEAVERS）がサポートベーシストとして参加していた。なお、JINはL'Arc〜en〜CielやHYDEのソロ名義での活動において、斉藤仁という名義で楽曲制作やプリプロ作業にキーボーディスト、マニピュレーターとして参加していた人物である。
VAMPSでは2012年以降、毎年夏に恒例の野外ライヴイベントとして「VAMPS LIVE BEAST PARTY」を開催しているが、このイベントでは上記の5人がアコースティック編成で演奏するコーナーがある。例えば、2017年に開催した同イベントでは、HYDEがボーカル兼タンバリン、K.A.Zがアコースティック・ギター、Ju-kenがアコースティック・ベース、Arimatsuがカホン、JINがキーボードを担当している。また、2016年にMTVジャパン企画で実施されたアンプラグドライヴ「MTV Unplugged: VAMPS」では、VAMPSを含む前記5名の他に、女性コーラス2人、ギタリスト、ピアニスト、ストリングスカルテット、パーカッショニストを招聘している。

## メンバー
| 名前                                                                            | パート              |
| ------------------------------------------------------------------------------- | ------------------- |
| HYDE （L'Arc〜en〜Ciel）                                                        | Vocal, Guitar       |
| K.A.Z （Oblivion Dust、ex.hide with Spread Beaver、ex.Spin Aqua、ex.HYDE BAND） | Guitar, Programming |

### サポートメンバー
| 名前                                                  | パート                | 備考 |
| ----------------------------------------------------- | --------------------- | --- |
| Ju-ken （QUINTILLION QUIZ、CRAVE）                    | Bass                  | VAMPS結成時からライヴのサポートメンバーとして参加。 1stシングル「LOVE ADDICT」からベーシストとしてレコーディングにも参加している。 |
| Arimatsu （特撮）                                     | Drums                 | 本名は有松博。メンバーからの愛称は、Arly（アーリー）。VAMPS結成時からライヴのサポートメンバーとして参加。 2ndシングル「I GOTTA KICK START NOW」からドラマーとしてレコーディングにも参加している。 |
| JIN （L'Arc〜en〜Cielマニピュレーター、ex.HYDE BAND） | Keyboard, Manipulator | 本名は斉藤仁。VAMPS結成時からライヴのサポートメンバーとして参加。 1stアルバム『VAMPS』からプリプロ作業、シンセサイザープログラミングでレコーディングにも参加している。 なお、JINはHYDEが2003年に発表したシングル「HELLO」から、ソロ単独名義で制作された音源のレコーディングに参加していた（プリプロ作業には2001年から参加）。また、HYDE名義で開催されたライヴツアー「HYDE TOUR 2006 FAITH」では、K.A.Zとともにサポートメンバーとして招聘されていた。 |

### アコースティックライヴ・サポートメンバー
（※）上記ライヴサポートミュージシャンを除くミュージシャンを記載
| 名前                                              | パート            | 出典   |
| ------------------------------------------------- | ----------------- | ------ |
| YUKI （Rayflower、DUSTAR-3）                      | Guitar            | [ 28 ] |
| 森田晃平 （PRIMITIVE ART ORCHESTRA）              | Bass, Double Bass | [ 28 ] |
| 笹渕啓史 （CQ、Tokyo Shoegazer、ex.Plastic Tree） | Drums             | [ 28 ] |
| 堀向彦輝 （赤い公園サポート）                     | Piano             | [ 28 ] |
| 納富彩歌                                          | Violin            | [ 28 ] |
| 東山加奈子                                        | Violin            | [ 28 ] |
| 金孝珍                                            | Viola             | [ 28 ] |
| 山田那央                                          | Viola             | [ 28 ] |
| 今井香織                                          | Cello             | [ 28 ] |
| Asami （LOVEBITES）                               | Chorus            | [ 28 ] |
| Nana Hatori                                       | Chorus            | [ 28 ] |

### ゲストミュージシャン
（※）上記ライヴサポートミュージシャン以外を除く、レコーディングもしくはリミックスワークに参加したアーティストを記載
| 名前                                                          | 備考 |               |               |               |               |
| Vocal, Chorus                                                 | Vocal, Chorus | Vocal, Chorus | Vocal, Chorus | Vocal, Chorus | Vocal, Chorus |
| ------------------------------------------------------------- | --- | ------------- | ------------- | ------------- | ------------- |
| 坂本美雨                                                      | 2ndアルバム『BEAST』に収録された「SAMSARA」のレコーディングでコーラスを担当。 |               |               |               |               |
| エットレ・リゴッティ （ex.ディサルモニア・ムンディ）          | ベストアルバム『SEX BLOOD ROCK N' ROLL』に収録された「REVOLUTION II」のレコーディングでゲストボーカルとリミックスを担当。 |               |               |               |               |
| トレイシー・ペンダガスト                                      | 3rdアルバム『BLOODSUCKERS』に収録された「REINCARNATION」のレコーディングでコーラスを担当。 |               |               |               |               |
| クリス・モーションレス （モーションレス・イン・ホワイト）     | 11thシングル「INSIDE OF ME feat. Chris Motionless of Motionless In White」表題曲でゲストボーカルを担当。 |               |               |               |               |
| Guitar                                                        | |               |               |               |               |
| フィル・X （フィル・X・アンド・ザ・ドリルズ、ボン・ジョヴィ） | 11thシングル「INSIDE OF ME feat. Chris Motionless of Motionless In White」収録曲のレコーディングにゲストギタリストとして参加。 |               |               |               |               |
| Bass                                                          | |               |               |               |               |
| CHIROLYN （ex.hide with Spread Beaver、ex.MADBEAVERS）        | 本名は渡邉紘士。3rdシングル「EVANESCENT」表題曲の他、1stアルバム『VAMPS』、ベストアルバム『SEX BLOOD ROCK N' ROLL』収録曲の一部のレコーディングにベーシストとして参加。 Ju-kenの代わりに、ライヴでサポートベーシストを務めることもある。 |               |               |               |               |
| ニック・ビジャレアル （サンズ・オブ・テキサス）               | 3rdアルバム『BLOODSUCKERS』に収録された「LIPS」「GHOST」「BLOODSUCKERS」のレコーディングにベーシストとして参加。 |               |               |               |               |
| ALI （MONORAL）                                               | 11thシングル「INSIDE OF ME feat. Chris Motionless of Motionless In White」収録曲のレコーディングにベーシストとして参加。 |               |               |               |               |
| Kamikaze Boy （MAN WITH A MISSION）                           | 4thアルバム『UNDERWORLD』に収録された「BREAK FREE feat. KAMIKAZE BOY of MAN WITH A MISSION」のレコーディングにベーシストとして参加。 |               |               |               |               |
| Drums                                                         | |               |               |               |               |
| スコット・ギャレット （ex.ザ・ミッション、ex.ザ・カルト）     | 1stシングル「LOVE ADDICT」に収録された「LOVE ADDICT」と「TIME GOES BY」のレコーディングにドラマーとして参加。 |               |               |               |               |
| 有松益男 （ex.PONTIACS、ex.KEMURI）                           | 1stアルバム『VAMPS』に収録された「SWEET DREAMS」、ベストアルバム『SEX BLOOD ROCK N' ROLL』に収録された「SWEET DREAMS」のレコーディングにドラマーとして参加。 |               |               |               |               |
| ジョー・リカルド （イン・フレイムス、ex.レッド）              | 11thシングル「INSIDE OF ME feat. Chris Motionless of Motionless In White」収録曲のレコーディングにドラマーとして参加。 |               |               |               |               |
| Keyboard                                                      | |               |               |               |               |
| 佐藤雄大                                                      | 3rdアルバム『BLOODSUCKERS』に収録された「REINCARNATION」のレコーディングにキーボードで参加。 |               |               |               |               |
| Piano                                                         | |               |               |               |               |
| 富樫春生                                                      | 1stアルバム『VAMPS』に収録された「SWEET DREAMS」、ベストアルバム『SEX BLOOD ROCK N' ROLL』に収録された「SWEET DREAMS」のレコーディングにピアノで参加。 |               |               |               |               |
| Tablas                                                        | |               |               |               |               |
| サラール・ネーダー                                            | 2ndアルバム『BEAST』に収録された「SAMSARA」「MY FIRST LAST」、ベストアルバム『SEX BLOOD ROCK N' ROLL』に収録された「MY FIRST LAST」のレコーディングにタブラで参加。 |               |               |               |               |
| Composer                                                      | |               |               |               |               |
| リヒャルト・Z・クルスペ （ラムシュタイン）                    | 11thシングル収録の「RISE OR DIE feat. Richard Z.Kruspe of Emigrate / Rammstein」の制作に共同作曲者として参加。 |               |               |               |               |
| Strings, Strings Arrangement                                  | |               |               |               |               |
| 弦一徹ストリングス                                            | 1stアルバム『VAMPS』に収録された「SWEET DREAMS」、ベストアルバム『SEX BLOOD ROCK N' ROLL』に収録された「SWEET DREAMS」、3rdアルバム『BLOODSUCKERS』に収録された「INSIDE MYSELF」のレコーディングにストリングスで参加。 |               |               |               |               |
| Orchestra Arrangement                                         | |               |               |               |               |
| 前嶋康明                                                      | 10thシングル「VAMPIRE'S LOVE」表題曲のレコーディングにオーケストラアレンジで参加。 |               |               |               |               |
| Produce                                                       | |               |               |               |               |
| ジョシュ・ウィルバー                                          | 3rdアルバム『BLOODSUCKERS』収録曲のレコーディングにプロデューサーとして参加。他作品ではミキシング・エンジニアとして参加。 |               |               |               |               |
| ハワード・ベンソン                                            | 11thシングル「INSIDE OF ME feat. Chris Motionless of Motionless In White」のレコーディングにプロデューサーとして参加。 |               |               |               |               |
| ケイン・チャーコ                                              | 12thシングル「CALLING」、4thアルバム『UNDERWORLD』収録曲の一部のレコーディングにプロデューサーとして参加。 |               |               |               |               |
| Remix                                                         | |               |               |               |               |
| NEROARGENTO                                                   | ベストアルバム『SEX BLOOD ROCK N' ROLL』に収録された「REVOLUTION II」のレコーディングでリミックスを担当。 |               |               |               |               |
| WolfJunk （a.k.a BAGUZERO, APAZZI）                           | ベストアルバム『SEX BLOOD ROCK N' ROLL』に収録された「HUNTING II」のレコーディングでリミックスを担当。9thシングル収録の「GET AWAY –BAGUZERO Remix-」でもBAGUZERO名義でリミックスを担当。 デジタルシングル「THE JOLLY ROGER」、3rdアルバム『BLOODSUCKERS』に収録された「LIPS」でアレンジャーを担当。 4thアルバム『UNDERWORLD』に収録された「UNDERWORLD」「DON'T HOLD BACK」の制作において村山晋一郎とともにプリプロ作業に参加。 |               |               |               |               |
| DJ GOMI                                                       | 9thシングル収録の「THE JOLLY ROGER -Gomi's I Wanna Rock Right Now Remix-」でリミックスを担当。 |               |               |               |               |
| クリントン・スパークス                                        | 9thシングル収録の「GET AWAY -Clinton Sparks Remix-」でリミックスを担当。 |               |               |               |               |
| ワイルドスタイルズ                                            | 9thシングル収録の「THE JOLLY ROGER –Wildstylez Remix-」でリミックスを担当。 |               |               |               |               |
| ケヴィン・ブレトン                                            | 10thシングル収録の「VAMPIRE'S LOVE -Kevin Breton Remix-」でリミックスを担当。 |               |               |               |               |
| Collaboration                                                 | |               |               |               |               |
| アポカリプティカ                                              | 3人のチェリストとドラマーの計4名から成るフィンランドの弦楽重奏グループで、ヘヴィメタル・サウンドを奏でる異色なバンド。 2015年4月にVAMPSと出会ったことをきっかけに、コラボレーション楽曲としてデジタルシングル「SIN IN JUSTICE」を制作。 |               |               |               |               |

## 来歴

### 2008年 - 2009年：活動開始、『VAMPS』
2008年7月2日に、VAMPSの初作品となる1stシングル「LOVE ADDICT」を新たに設立した自主レーベル、VAMPROSEからリリース。翌月の同年8月1日から、6都市のZeppにて全46公演の大規模なライヴツアー「VAMPS LIVE 2008」を3ヶ月にわたり行い、本格的な活動を開始する。そしてVAMPSは、このツアーが終わった直後からファーストアルバムの制作に取り掛かり始める。なお、このライヴツアーでは、VAMPS名義で発表した楽曲が2曲しかなかったため、K.A.Zが制作に参加したHYDE名義でリリースされたアルバム『666』『FAITH』の収録曲を中心にセットリストが作成されている。
また、2008年10月30日・31日には、VAMPS企画のもとハロウィンライヴイベントとして「NIGHTMARE OF HALLOWEEN」をZepp Tokyoで開催している。このハロウィンイベントには、Tommy heavenly6やMONORAL、Acid Black Cherry、BREAKERZ、土屋アンナといったミュージシャンが参加しており、この年以降もハロウィンの時期に恒例でイベントを開催するようになっている（イベントの詳細は、ハロウィンイベントの項目を参照）。
翌2009年2月4日には、前年に行ったツアーの模様を収録したライヴビデオ『VAMPS LIVE 2008』をリリース。同年3月13日には、アルバムレコーディングの中で制作された楽曲を2ndシングルI GOTTA KICK START NOW」として発表。同年5月13日には、アルバムに先行して3rdシングル「EVANESCENT」を発表した。そして、同年6月10日には1stアルバム『VAMPS』をリリースした（先行配信日は同年5月13日）。そしてアルバム配信開始の直前から、昨年と同様にZeppを中心とした全国ツアー「VAMPS LIVE 2009」を敢行。さらに、VAMPSとしては初となるアメリカを巡るライヴツアー「VAMPS LIVE 2009 U.S.A.」を開催した。同年9月30日には、アルバムからのリカットした4thシングル「SWEET DREAMS」をリリースしている。なお、「SWEET DREAMS」のミュージック・ビデオは、アメリカツアーの裏側の模様を収めたドキュメンタリー仕様になっている。

### 2010年：『BEAST』
ファーストアルバムを引っ提げて行った一連のライヴが終わった後、VAMPSは再び制作期間に入っている。そして、2010年5月12日に5thシングル「DEVIL SIDE」と、ライヴビデオ『VAMPS LIVE 2009 U.S.A.』を同時リリースし、翌月にはアルバムに先行して6thシングル「ANGEL TRIP」を発表。その後、同年7月28日に2ndアルバム『BEAST』をリリースした（先行配信日は同年7月1日）。アルバム配信開始の直前から、アリーナ公演を含むライヴツアー「VAMPS LIVE 2010 BEAST」を敢行。このツアーでは、VAMPSとして初の野外公演を富士急ハイランド コニファーフォレストで開催。さらに、VAMPSは同年9月から11月にかけてライヴツアー「VAMPS LIVE 2010 BEAST WORLD TOUR」をアメリカ、チリ、フランス、スペイン、中国、台湾の各都市で開催した。
なお、前記のツアーで行われたチリ・サンティアゴ公演は、TEATRO CAUPOLICANで行われており、約5000人の観客を動員している。この公演は、VAMPSにとって初の南米でのライヴであったにもかかわらず、会場には公演の5日前からファンが列をなし、当日の朝には1500人を超える出待ちが来ており、VAMPSの2人はこの熱烈な歓迎ぶりに「信じられない」と驚いていたという。ちなみに、アルバム『BEAST』は2010年10月1日に南米盤がリリースされているが、チリの音楽チャートにおいて日本人アーティストとして初の最高位4位を獲得している。
海外ツアーを終えた後、VAMPSは2010年12月に『BEAST』ツアーの集大成として、国立代々木競技場 第一体育館でライヴ4公演を開催。なお、同年12月5日に同所で行ったライヴは、通常の公演とは異なり、アリーナスタンディングブロックを男性限定の"BEASTエリア"、スタンド指定席を女性限定の"BEAUTYエリア"に分けて行われている。そしてこのライヴ4公演を終えた後、アルバムからのリカットした7thシングル「MEMORIES」を発表。その後、VAMPSの2人はそれぞれL'Arc〜en〜Ciel、Oblivion Dustの活動に軸を移している。

### 2012年 - 2016年：『SEX BLOOD ROCK N' ROLL』 『BLOODSUCKERS』
2012年6月に約1年半ぶりとなるライヴツアー「VAMPS LIVE 2012」を開催。そしてVAMPSは、2013年2月にユニバーサルミュージック内のレーベル、Delicious Deli Recordsに移籍する。なお、VAMPSはこの移籍のタイミングで、マドンナやU2、レディー・ガガなどのツアーを手掛けている世界規模のコンサート興行カンパニー、ライヴ・ネイションと提携することも発表している。この連携により、VAMPSは海外での活動をより積極的に行える体制に変わっている。そして移籍後に、前記のツアーの模様を収めたライヴビデオ『VAMPS LIVE 2012』、8thシングル「AHEAD/REPLAY」を発表。2013年9月には、日本ではベストアルバム、海外ではデビューアルバムという位置付けで『SEX BLOOD ROCK N' ROLL』をリリースする。このアルバムにはVAMPSがこれまでに発表した楽曲の中から選んだ13曲が収録されているが、過去に発表した作品から音源をそのまま抜粋したわけでなく、全曲を英語詞で再録している他、演奏の一部を新たにレコーディング、ミックスし直している。
ベストアルバムリリース後、日本全国でライヴツアー「VAMPS LIVE 2013」、アメリカを巡るツアー「VAMPS LIVE 2013 U.S.A.」、ヨーロッパ（イギリス、フランス、ドイツ、スペイン）を巡るツアー「VAMPS LIVE 2013 EUROPA TOUR」を開催した。翌2014年には、日産自動車「新型X-TRAIL」CMソングに使用された楽曲「THE JOLLY ROGER」を含む、9thシングル「GET AWAY/THE JOLLY ROGER」を発表。2014年6月14日には、イギリス・レスターシャーで行われた野外ロック・フェスティバル「Download Festival 2014」に出演している。
2014年10月8日に、映画『ドラキュラZERO』の日本版イメージソングに使われた10thシングル「VAMPIRE'S LOVE」を先行シングルとして発表した後、3rdアルバム『BLOODSUCKERS』を発表した。そして、このアルバムを引っ提げ、同年11月から翌2015年1月にかけてライヴツアー「VAMPS LIVE 2014 - 2015」を開催。この日本国内ツアーを終え、同年2月18日・19日には自身初の主宰ロック・フェスティバル「VAMPARK FEST」を開催。VAMPSはこのフェスに向けて、日本国内外から計6組のアーティスト（SADS、［Alexandros］、シックス:エイ:エム、ジェラルド・ウェイ、ナッシング･モア、バックチェリー）を招聘している。
この日本国内ツアーと主宰フェスの開催を完遂した後、VAMPSはシックス:エイ:エムのサポートアクト公演を含むアメリカでのライヴや、中南米（メキシコ、ブラジル、チリ、アルゼンチン）でのツアーと香港での単独公演を行い、そして台北とジャカルタで開催されたライヴイベントに参加した。その後、日本国内でアリーナ公演を含むライヴツアー「VAMPS LIVE 2015 BLOODSUCKERS」を行い、VAMPSとともにシックス:エイ:エムのサポートアクトを担当していたフィンランドの弦楽重奏グループ、アポカリプティカとコラボレーションした楽曲「SIN IN JUSTICE」を発表した。
2015年11月からは、計10組のアーティスト（MY FIRST STORY、MONORAL、ASH DA HERO、Derailers、KNOCK OUT MONKEY、Nothing's Carved In Stone、ROTTENGRAFFTY、ヒム、ナッシング･モア、アポカリプティカ）を招き、日本で対バンツアー「VAMPS LIVE 2015-2016 JOINT 666」を開催した。また、2016年1月19日には音楽専門チャンネル・MTVジャパンが企画するアコースティックライヴ番組『MTVアンプラグド』に出演。このアンプラグドライヴでは、アポカリプティカやCharaとのコラボレーションが行われている。

### 2016年 - 2017年：『UNDERWORLD』、活動休止
日本国外での音源制作を精力的に行えるようにするため、2016年にモトリー・クルーやブロンディを抱えるアメリカの大手マネジメント、10th Street Entertainmentと契約を結ぶ。この連携を発表した後、同年8月31日に11thシングル「INSIDE OF ME feat. Chris Motionless of Motionless In White」を発表する。このシングルの制作では、音楽プロデューサーのハワード・ベンソンがプロデュース、グラミー・エンジニアのクリス・ロード・アルジがミキシングを担当しており、表題曲の制作にはモーションレス・イン・ホワイトのボーカル、クリス・モーションレスがゲストボーカルで参加している。また、カップリングに収録された「RISE OR DIE feat. Richard Z.Kruspe of Emigrate / Rammstein」では、ドイツのインダストリアル・メタルバンド、ラムシュタインのギタリスト、リヒャルト・Z・クルスペがコライトで参加している。
日本国内でのライヴツアーを終えた後、VAMPSは北米6ヶ所（アメリカ、カナダ、メキシコ）を巡るライヴツアー「VAMPS North American Tour 2016 With Special guest Citizen Zero」を開催。このツアーでは、シチズン・ゼロをゲストで招いている。そして、翌2017年3月22日に12thシングル「CALLING」、同年4月26日に4thアルバム『UNDERWORLD』を発表。このアルバム制作では、海外公演を控えていることを踏まえアメリカのフィルターを通す意図もあり、音楽プロデューサーのケイン・チャーコを招いている。
前記のアルバムを発売した後、VAMPSは日本国内ツアー、MY FIRST STORYとのツーマンライヴを行い、アメリカで開催されたアイ・プリヴェイルのライヴにサポートで参加する。その後、VAMPSは2017年9月に、ダンジグとデフヘヴンとの合同ライヴを含むアメリカでのライヴツアーを開催。そして、同年11月5日にアルバム『UNDERWORD』に関する一連のライヴの集大成として、幕張メッセ国際展示場 イベントホールで「VAMPS LIVE 2017 UNDERWORLD」の最終公演を行った。
集大成のライヴを完遂した約1ヶ月後、2017年12月1日にVAMPSの活動を同年12月をもって休止をすると突如発表した。なお、VAMPSは休止する理由について「冷却期間が必要だと感じたため」とオフィシャルサイトにコメントをのせている。また、同サイトにおいて「平熱にもどり、再開の目処がたったら最恐に復活したいと思っています」とも掲載されているが、現時点において活動は再開されていない。なお、2018年からは、HYDEがソロ名義での活動を約10年ぶりに再開、K.A.ZがOblivion Dustとしての本格的な活動に移っている。
ちなみに、VAMPSが活動休止を発表した後の2018年11月28日には、過去作品を収めたボックス・セット『COMPLETE BOX -GOLD DISC Edition-』が発表されている。また、2019年9月26日に発売されたゲーム『CODE VEIN』に、VAMPSのアルバム『UNDERWORLD』の収録曲のいくつかが提供されている。

## ディスコグラフィ

### アルバム

#### スタジオ・アルバム
|     | 発売日                      | タイトル                             | 規格                                                      | 規格品番                                | 最高順位 |
| --- | --------------------------- | ------------------------------------ | --------------------------------------------------------- | --------------------------------------- | -------- |
| 1st | 2009年5月13日               | VAMPS                                | デジタル・ダウンロード                                    | デジタル・ダウンロード                  | 3位      |
| 1st | 2009年6月10日               | VAMPS                                | CD+DVD CD                                                 | XNVP-00009/B XNVP-00010                 | 3位      |
| 1st | 2009年9月11日（欧州盤）     | VAMPS                                | CD                                                        | GSCD-056                                | 3位      |
| 2nd | 2010年7月1日                | BEAST                                | デジタル・ダウンロード                                    | デジタル・ダウンロード                  | 3位      |
| 2nd | 2010年7月28日               | BEAST                                | CD+DVD CD                                                 | XNVP-00022/B XNVP-00023                 | 3位      |
| 2nd | 2010年8月13日（欧州盤）     | BEAST                                | CD                                                        | GSCD-072                                | 3位      |
| 2nd | 2010年10月1日（南米盤）     | BEAST                                | CD                                                        | 257739                                  | 3位      |
| 3rd | 2014年10月29日              | BLOODSUCKERS                         | デジタル・ダウンロード                                    | デジタル・ダウンロード                  | 5位      |
| 3rd | 2014年10月29日              | BLOODSUCKERS                         | SHM-CD+Blu-ray SHM-CD+GOODS SHM-CD                        | ICV-9066 UICV-9068 UICV-6661            | 5位      |
| 3rd | 2015年3月23日 2015年3月24日 | BLOODSUCKERS (International Edition) | デジタル・ダウンロード                                    | デジタル・ダウンロード                  | 5位      |
| 3rd | 2015年3月23日 2015年3月24日 | BLOODSUCKERS (International Edition) | CD                                                        | 406-5623                                | 5位      |
| 4th | 2017年4月26日               | UNDERWORLD                           | デジタル・ダウンロード                                    | デジタル・ダウンロード                  | 2位      |
| 4th | 2017年4月26日               | UNDERWORLD                           | SHM-CD+Blu-ray SHM-CD+DVD SHM-CD+Blu-ray+DVD+GOODS SHM-CD | UICV-9236 UICV-9237 UICV-9238 UICV-1082 | 2位      |

#### ベスト・アルバム
| 発売日                                    | タイトル               | 規格                               | 規格品番                      | 最高順位 |
| ----------------------------------------- | ---------------------- | ---------------------------------- | ----------------------------- | -------- |
| 2013年9月23日 2013年9月24日 2013年9月25日 | SEX BLOOD ROCK N' ROLL | デジタル・ダウンロード             | デジタル・ダウンロード        | 2位      |
| 2013年9月23日 2013年9月24日 2013年9月25日 | SEX BLOOD ROCK N' ROLL | SHM-CD+Blu-ray SHM-CD+GOODS SHM-CD | UICV-9036 UICV-9037 UICV-6660 | 2位      |

#### BOX
| 発売日                                     | タイトル                         | 規格         | 規格品番  |
| ------------------------------------------ | -------------------------------- | ------------ | --------- |
| 2018年11月28日 2018年12月7日（追加生産分） | COMPLETE BOX -GOLD DISC Edition- | 5CD+6Blu-ray | PDCV-1029 |

### シングル

#### フィジカルシングル
|      | 発売日         | タイトル                                                   | 規格               | 規格品番                      | 最高順位 | 収録アルバム |
| ---- | -------------- | ---------------------------------------------------------- | ------------------ | ----------------------------- | -------- | ------------ |
| 1st  | 2008年7月2日   | LOVE ADDICT                                                | CD+DVD CD          | XNVP-00001/B XNVP-00002       | 2位      | VAMPS        |
| 2nd  | 2009年3月13日  | I GOTTA KICK START NOW                                     | CD+DVD CD          | XNVP-00005/B XNVP-00006       | 6位      | VAMPS        |
| 3rd  | 2009年5月13日  | EVANESCENT                                                 | CD+DVD CD          | XNVP-00007/B XNVP-00008       | 4位      | VAMPS        |
| 4th  | 2009年9月30日  | SWEET DREAMS                                               | CD+DVD             | XNVP-00011/B                  | 2位      | VAMPS        |
| 5th  | 2010年5月12日  | DEVIL SIDE                                                 | CD+DVD CD          | XNVP-00014/B XNVP-00015       | 2位      | BEAST        |
| 6th  | 2010年6月9日   | ANGEL TRIP                                                 | CD+DVD CD          | XNVP-00020/B XNVP-00021       | 4位      | BEAST        |
| 7th  | 2010年12月15日 | MEMORIES                                                   | CD+DVD CD          | XNVP-00025/B XNVP-00026       | 4位      | BEAST        |
| 8th  | 2013年7月3日   | AHEAD/REPLAY                                               | CD+DVD CD          | UICV-9035 UICV-9034 UICV-5022 | 3位      | BLOODSUCKERS |
| 9th  | 2014年8月20日  | GET AWAY/THE JOLLY ROGER                                   | CD+DVD CD          | UICV-9062 UICV-9061 UICV-5033 | 3位      | BLOODSUCKERS |
| 10th | 2014年10月8日  | VAMPIRE'S LOVE                                             | CD+DVD CD+BOOK CD  | UICV-9065 UICV-9064 UICV-5034 | 3位      | BLOODSUCKERS |
| 11th | 2016年8月31日  | INSIDE OF ME feat. Chris Motionless of Motionless In White | CD+DVD CD+GOODS CD | UICV-9180 UICV-9181 UICV-5052 | 7位      | UNDERWORLD   |
| 12th | 2017年3月22日  | CALLING                                                    | CD                 | UICV-9235 UICV-5060           | 8位      | UNDERWORLD   |

#### デジタルシングル
|     | 発売日                                                 | タイトル        | 収録アルバム                         |
| --- | ------------------------------------------------------ | --------------- | ------------------------------------ |
| 1st | 2014年3月10日 （日本未配信）                           | WORLD'S END     | BLOODSUCKERS (International Edition) |
| 2nd | 2014年6月9日 2014年6月10日 2014年6月11日 2014年6月13日 | THE JOLLY ROGER | BLOODSUCKERS                         |

#### コラボレーションシングル
| 名義               | 発売日         | タイトル       | 収録アルバム |
| ------------------ | -------------- | -------------- | ------------ |
| APOCALYPTICA×VAMPS | 2015年11月20日 | SIN IN JUSTICE | UNDERWORLD   |

### 映像作品

#### ミュージック・ビデオ集
| 発売日         | タイトル                                          | 規格           | 規格品番                     |
| -------------- | ------------------------------------------------- | -------------- | ---------------------------- |
| 2016年12月14日 | HISTORY - The Complete Video Collection 2008-2014 | Blu-ray        | UIXV-90014（初回盤A）        |
| 2016年12月14日 | HISTORY - The Complete Video Collection 2008-2014 | Blu-ray＋GOODS | UIXV-90015（完全数量限定盤） |
| 2016年12月14日 | HISTORY - The Complete Video Collection 2008-2014 | DVD＋PHOTOBOOK | UIBV-90015（初回盤B）        |
| 2016年12月14日 | HISTORY - The Complete Video Collection 2008-2014 | DVD            | UIBV-10035（通常盤）         |

#### ライヴビデオ
|      | 発売日        | タイトル                                   | 規格           | 規格品番                 |
| ---- | ------------- | ------------------------------------------ | -------------- | ------------------------ |
| 1st  | 2009年2月4日  | VAMPS LIVE 2008                            | DVD（2枚組）   | XNVP-00003〜4            |
| 2nd  | 2010年3月17日 | VAMPS LIVE 2009 U.S.A.                     | DVD            | XNVP-00012（初回盤）     |
| 2nd  | 2010年3月17日 | VAMPS LIVE 2009 U.S.A.                     | DVD            | XNVP-00013（通常盤）     |
| 3rd  | 2010年5月12日 | VAMPS LIVE 2009                            | DVD（2枚組）   | XNVP-00016〜17（初回盤） |
| 3rd  | 2010年5月12日 | VAMPS LIVE 2009                            | DVD（2枚組）   | XNVP-00018〜19（通常盤） |
| 4th  | 2011年7月13日 | VAMPS LIVE 2010 WORLD TOUR CHILE           | DVD            | XNVP-00027               |
| 5th  | 2012年2月15日 | VAMPS LIVE 2010 BEAUTY AND THE BEAST ARENA | DVD（3枚組）   | XNVP-00028-30（初回盤）  |
| 5th  | 2012年2月15日 | VAMPS LIVE 2010 BEAUTY AND THE BEAST ARENA | DVD            | XNVP-00031（通常盤）     |
| 6th  | 2013年4月24日 | VAMPS LIVE 2012                            | Blu-ray        | UIXV-90002               |
| 6th  | 2013年4月24日 | VAMPS LIVE 2012                            | DVD（2枚組）   | UIBV-6660（初回盤）      |
| 6th  | 2013年4月24日 | VAMPS LIVE 2012                            | DVD            | UIBV-10006（通常盤）     |
| 7th  | 2014年6月25日 | VAMPS LIVE 2014: LONDON                    | Blu-ray        | UIXV-10004（通常盤A）    |
| 7th  | 2014年6月25日 | VAMPS LIVE 2014: LONDON                    | Blu-ray        | UIXV-10005（通常盤B）    |
| 7th  | 2014年6月25日 | VAMPS LIVE 2014: LONDON                    | DVD（2枚組）   | UIBV-10010（通常盤A）    |
| 7th  | 2014年6月25日 | VAMPS LIVE 2014: LONDON                    | DVD（2枚組）   | UIBV-10012（通常盤B）    |
| 8th  | 2015年6月25日 | VAMPS LIVE 2014-2015                       | Blu-ray        | UIXV-10004（通常盤A）    |
| 8th  | 2015年6月25日 | VAMPS LIVE 2014-2015                       | Blu-ray        | UIXV-10005（通常盤B）    |
| 8th  | 2015年6月25日 | VAMPS LIVE 2014-2015                       | DVD（2枚組）   | UIBV-10010（通常盤A）    |
| 8th  | 2015年6月25日 | VAMPS LIVE 2014-2015                       | DVD（2枚組）   | UIBV-10012（通常盤B）    |
| 9th  | 2015年12月9日 | VAMPS LIVE 2015 BLOODSUCKERS               | Blu-ray        | UIXV-90007（初回盤）     |
| 9th  | 2015年12月9日 | VAMPS LIVE 2015 BLOODSUCKERS               | Blu-ray        | UIXV-10007（通常盤）     |
| 9th  | 2015年12月9日 | VAMPS LIVE 2015 BLOODSUCKERS               | DVD（2枚組）   | UIBV-90008〜9（初回盤）  |
| 9th  | 2015年12月9日 | VAMPS LIVE 2015 BLOODSUCKERS               | DVD            | UIBV-10026（通常盤）     |
| 10th | 2016年6月29日 | MTV Unplugged: VAMPS                       | Blu-ray+SHM CD | UIXV-90012（初回盤）     |
| 10th | 2016年6月29日 | MTV Unplugged: VAMPS                       | DVD+SHM CD     | UIBV-90014（初回盤）     |
| 10th | 2016年6月29日 | MTV Unplugged: VAMPS                       | DVD            | UIBV-10030（通常盤）     |
| 11th | 2017年12月6日 | VAMPS LIVE 2017 UNDERWORLD                 | Blu-ray        | UIXV-90017（初回盤）     |
| 11th | 2017年12月6日 | VAMPS LIVE 2017 UNDERWORLD                 | Blu-ray        | UIXV-10010（通常盤）     |
| 11th | 2017年12月6日 | VAMPS LIVE 2017 UNDERWORLD                 | DVD（2枚組）   | UIBV-90021（初回盤）     |
| 11th | 2017年12月6日 | VAMPS LIVE 2017 UNDERWORLD                 | DVD            | UIBV-10041（通常盤）     |

### 書籍
| 種別         | 発売日         | タイトル                                  | 発行                                   |
| ------------ | -------------- | ----------------------------------------- | -------------------------------------- |
| ムック       | 2008年7月      | Monthly Vamps vol.01                      | ソニー・マガジンズ                     |
| ムック       | 2008年8月      | Monthly Vamps vol.02                      | ソニー・マガジンズ                     |
| ムック       | 2008年9月      | Monthly Vamps vol.03                      | ソニー・マガジンズ                     |
| ムック       | 2008年10月     | Monthly Vamps vol.04                      | ソニー・マガジンズ                     |
| ムック       | 2008年11月     | Monthly Vamps vol.05                      | ソニー・マガジンズ                     |
| ムック       | 2008年12月     | Monthly Vamps vol.06                      | ソニー・マガジンズ                     |
| ムック       | 2009年1月      | Monthly Vamps vol.07                      | ソニー・マガジンズ                     |
| ムック       | 2009年2月      | Monthly Vamps vol.08                      | ソニー・マガジンズ                     |
| ムック       | 2009年3月      | Monthly Vamps vol.09                      | ソニー・マガジンズ                     |
| ムック       | 2009年4月      | Monthly Vamps vol.10                      | ソニー・マガジンズ                     |
| ムック       | 2009年5月      | Monthly Vamps vol.11                      | ソニー・マガジンズ                     |
| ムック       | 2009年6月      | Monthly Vamps vol.12                      | ソニー・マガジンズ                     |
| ムック       | 2009年9月      | Monthly Vamps vol.13                      | ソニー・マガジンズ                     |
| 写真集       | 2009年10月30日 | SWEET DREAMS ROAD MOVIE OF VAMPS IN U.S.A | ソニー・マガジンズ                     |
| 単行本       | 2010年6月8日   | 吸血記 VAMPS Document Story 1             | ソニー・マガジンズ                     |
| バンドスコア | 2010年7月1日   | OFFICIAL BAND SCORE「VAMPS」              | シンコーミュージック・エンタテイメント |
| 写真集       | 2010年12月4日  | MEMORIES VAMPS LIVE 2010 BEAST WORLD TOUR | ソニー・マガジンズ                     |
| ムック       | 2011年2月14日  | Monthly Vamps vol.14                      | ソニー・マガジンズ                     |
| 写真集       | 2011年2月14日  | VAMPS LIVE 2010 BEAST                     | 角川マガジンズ                         |
| 写真集       | 2011年3月14日  | VAMPS BEAST IN THE WORLD                  | ソニー・マガジンズ                     |
| バンドスコア | 2012年6月6日   | OFFICIAL BAND SCORE「BEAST」              | シンコーミュージック・エンタテイメント |
| 写真集       | 2014年6月13日  | VAMPS 13                                  | パルコ                                 |
| バンドスコア | 2015年3月27日  | OFFICIAL BAND SCORE「BLOODSUCKERS」       | エムオン・エンタテインメント           |

## 出演ライヴイベント

### 主宰イベント

#### ハロウィンイベント
2005年のハロウィンに、HYDE主宰で初めてハロウィンライヴイベント「HALLOWEEN OF THE LIVING DEAD」を開催。約3年後の2008年には、VAMPS主宰で「NIGHTMARE OF HALLOWEEN」と題したハロウィンイベントを開催する。これ以降、活動休止を迎える2017年まで、毎年秋に恒例企画としてVAMPS主宰のハロウィンイベントを開催していた。なお、2010年以降はライヴタイトルを「HALLOWEEN PARTY」に統一して実施されている。余談だが、VAMPSを活動休止した後の2018年には、約13年ぶりにHYDE主宰でハロウィンライヴイベントが開催されている。
ハロウィンライヴと銘打っていることから、出演者・来場者ともに仮装をした上での参加が推奨されている。ハロウィンライヴの公式サイト内に記載された注意事項にも＜仮装していただけないと…亡霊たちの機嫌が悪くなってしまいますのでご注意ください！＞と書かれている。なお、主宰者であるVAMPSのメンバーも当然仮装をしてイベントに出演しており、過去にはヴァンパイアや花魁、忍者、海賊といった仮装を披露したことがある。また、下記のように、映画や漫画に登場するキャラクターをモチーフにした仮装も行っている。
また、2012年には、このイベントに参加したことのあるアーティストを招集し結成されたバンド、HALLOWEEN JUNKY ORCHESTRAとして、ハロウィンソング「HALLOWEEN PARTY」をリリースしている。
（※） HYDE名義で開催したハロウィンライヴの詳細は「HYDE#主宰ハロウィンイベント」を参照

| - HYDE 2017年 - ジャック・スパロウ（映画『パイレーツ・オブ・カリビアン』） 2016年 - ハーレイ・クイン（映画『バットマン』、映画『スーサイド・スクワッド』等） 2016年 - パドメ・アミダラ（映画『スター・ウォーズ エピソード1/ファントム・メナス』等） 2015年 - アウンティ・エンティティ（映画『マッドマックス/サンダードーム』） 2015年 - シエル・ファントムハイヴ（漫画『黒執事』） 2014年 - マレフィセント（映画『眠れる森の美女』、『マレフィセント』等） 2012年 - 水銀燈（漫画『ローゼンメイデン』） 2012年 - ジュリー・ウォーカー（映画『バタリアン リターンズ』） 2011年 - エドワード・シザーハンズ（映画『シザーハンズ』） | - K.A.Z 2017年 - ウィル・ターナー（映画『パイレーツ・オブ・カリビアン』） 2016年 - ジョーカー（映画『バットマン』、『スーサイド・スクワッド』等） 2016年 - ダース・モール（映画『スター・ウォーズ エピソード1/ファントム・メナス』） 2015年 - コーマ・ドーフ・ウォーリアー（映画『マッドマックス 怒りのデス・ロード』） 2015年 - セバスチャン・ミカエリス（漫画『黒執事』） 2014年 - ジャック・スパロウ（映画『パイレーツ・オブ・カリビアン』） 2011年 - サン（映画『もののけ姫』） |

## タイアップ
| 年     | 曲名            | タイアップ |
| ------ | --------------- | --- |
| 2008年 | LOVE ADDICT     | 日本テレビ系番組『ぐるぐるナインティナイン』エンディングテーマ                                                |
| 2008年 | TIME GOES BY    | ジェムケリー「GEREZZA」CMソング (本人出演)                                                                    |
| 2009年 | TROUBLE         | ジェムケリー「GEREZZA」CMソング (本人出演)                                                                    |
| 2009年 | EVANESCENT      | 日本テレビ系ドラマ『Dr.HOUSE』シーズン1エンディングテーマ                                                     |
| 2009年 | SWEET DREAMS    | mu-mo「新・オンガク生活【mu-mo】」CMソング                                                                    |
| 2010年 | DEVIL SIDE      | mu-mo「新・オンガク生活【mu-mo】」CMソング テレビ朝日系番組『お願い!ランキング』2010年5月度エンディングテーマ |
| 2010年 | ANGEL TRIP      | TBS系番組『王様のブランチ』2010年6・7月度エンディングテーマ                                                   |
| 2010年 | MEMORIES        | TBS系番組『ひるおび!』2010年12月度エンディングテーマ                                                          |
| 2013年 | AHEAD           | ソニーモバイルコミュニケーションズ「au Xperia UL SOL22」CMソング（HYDEのみ出演）                              |
| 2013年 | REPLAY          | iOS/Android向けゲーム『ダークラビリンス』テーマソング                                                         |
| 2014年 | THE JOLLY ROGER | 日産自動車「新型X-TRAIL」CMソング                                                                             |
| 2014年 | GET AWAY        | テレビ朝日系番組『お願い!ランキング』2014年8月度エンディングテーマ                                            |
| 2014年 | VAMPIRE'S LOVE  | 東宝東和配給映画『ドラキュラZERO』日本版イメージソング                                                        |
| 2015年 | ZERO            | NHKワールドTV『J-MELO』2015年4月度テーマソング                                                                |
| 2019年 | UNDERWORLD      | PlayStation 4, Xbox One, Steam用ゲーム『CODE VEIN』オープニングテーマ                                         |
| 2019年 | IN THIS HELL    | PlayStation 4, Xbox One, Steam用ゲーム『CODE VEIN』提供曲                                                     |
| 2019年 | SIN IN JUSTICE  | PlayStation 4, Xbox One, Steam用ゲーム『CODE VEIN』エンディングテーマ                                         |

## ミュージック・ビデオ
| 監督          | 曲名 |
| A.T.          | 「I GOTTA KICK START NOW」 |
| 大喜多正毅    | 「MEMORIES」「PIANO DUET」 |
| 柿本ケンサク  | 「LOVE ADDICT」「ANGEL TRIP」「MY FIRST LAST」                                                                                        |
| 川村ケンスケ  | 「TROUBLE」 |
| 喜田夏記      | 「REVOLUTION」 |
| Craig Gowans  | 「SIN IN JUSTICE (Lyric Video)」「RISE OR DIE feat. Richard Z.Kruspe of Emigrate / Rammstein (Lyric Video)」「CALLING (Lyric Video)」 |
| 斎藤渉        | 「INSIDE OF ME feat.Chris Motionless of Motionless In White」                                                                         |
| 多田卓也      | 「DEVIL SIDE」「DEVIL SIDE (SEX BLOOD ROCK N' ROLL Ver.)」「GET AWAY」「THE JOLLY ROGER」                                             |
| 田中力        | 「SEX BLOOD ROCK N' ROLL -VAMPS LIVE 2012-」                                                                                          |
| 鶴岡雅浩      | 「SWEET DREAMS」「SWEET DREAMS -acoustic」                                                                                            |
| 東市篤憲      | 「EVANESCENT」 |
| 二階健        | 「VAMPIRE'S LOVE」「VAMPIRE'S LOVE -Japanese Version-」                                                                               |
| Nick Peterson | 「CALLING」 |
| 野田智雄      | 「REPLAY」 |
| 真壁成尚      | 「EVANESCENT」 |
| maxilla       | 「AHEAD」「WORLD'S END」 |